# مايك كارلتون
مايك كارلتون (بالإنجليزية: Mike Carlton)‏ هو صحفي أسترالي، ولد في 31 يناير 1946.